# 克里斯·伍德拉夫
克里斯·伍德拉夫（英語：Chris Woodruff，1973年1月3日—），生于田纳西州诺克斯维尔，美国男子网球运动员，1993年成为职业球手。他曾获得加拿大网球公开赛男子单打冠军。他于2001年退役。